# Ivan Ivanovič Polzunov
Ivan Ivanovič Polzunov (rusko Ива́н Ива́нович Ползуно́в), ruski inženir in izumitelj, * 1728, Jekaterinburg, Rusija, † 27. maj (16. maj, ruski koledar) 1766, Barnaul, Rusija.
Polzunov velja za prvega izumitelja parnega stroja v Rusiji in prvega dvobatnega motorja na svetu.